# 皮卡达卡费
皮卡达卡费是巴西南大河州的一个市镇。总面积85.094平方公里，总人口4824人，人口密度56.7人/平方公里。